# Else Møller
Else Lawaetz Møller (født 10. maj 1941 på Helnæs) er en dansk politiker, der var borgmester i Kerteminde Kommune 2002-2006, valgt for Konservative.
Else Møller blev uddannet husholdningslærer i 1964 og var 1967-1997 inspektørfrue på Hverringe Gods.
Hendes politiske karriere begyndte, da hun i 1978 blev valgt til Kerteminde Byråd. Hun har været medlem siden. Fra 1990 til 1994 var hun desuden medlem af Fyns Amtsråd. Hun var borgmester i Kerteminde Kommune fra 2001 til 2006. Siden 2006 har hun været formand for Foreningen for Kunst & Kultur på Kertemindeegnen.
Else Møller stiftede i 2011 på frivilligheddagen foreningen Turismens Venner i samråd med 70 andre Kertemindere. Forenningen har siden hen engageret sig i al slag arbejde. Foreningen bidrager blandt med med et "værtsskabs korps" som byder gæster velkommen. Foreningen drager ligeledes i samarbejde med VisitKerteminde ud i landet for at markedsføre Kerteminde overfor potentielle tilflyttere og turister.
Else Møller er ud over sine aktiviteter i Kirsebærfestivalen, Foreningen for Kunst & Kultur på Kertemindeegnen, Turismens Venner også aktiv i Demensforeningen, "Ensomme Gamle Mænd", Ældresagen og mange mange andre foreninger.
Else Møller holder flere foredrag og bruger fritiden på at eksperimentere i køkkenet og med snapsebrygning. I 2013 lancerede Else Møller i samarbejde med Turismens Venner en særlig jubilæums snaps "Fru Møllers Torn" med havtorn. Else Møller har derudover medvirket til at skrive ideen om en ny kogebog "Smag på Kerteminde" som udkommer juni 2013. Heri medvirker Else Møller med flere produkter og opskrifter; blandt andet Kirsebærremoulade og snaps.
Else Møller stoppede som Formand i Foreningen for Kunst & Kultur på Kertemindeegnen i 2013.
Privat bor hun i Kerteminde.